# Заклетва
Заклетва је доказно средство које се користи у многим правним системима.

## Заклетва у доба Аврама
У Библији је описано да се заклетва у време Аврама вршила тако да неко другоме стави руке испод стегна, у другим преводима, испод бедара.

## Заклетва у Вавилону
Заклетва представља стари акадски обичај и, као и свуда где се примењивала, имала је религијски карактер. У Вавилону је она била праћена додиривањем полног органа, као знак да се онај који даје заклетву куне у своје потомство. Сматра се и да латински назив за сведока testis потиче од сличног поступка.
Главни извор вавилонског права представља Хамурабијев законик. Он говори о двема врстама заклетви, доказној асерторној и оправдавајућој пургаторној. Асерторна заклетва ојачава неку тврдњу странке или сведока у погледу чињенице која се догодила у прошлости. О таквој заклетви говори члан 106. Хамурабијевог законика који гласи: Ако помоћник трговца узме новац, спори се са трговцем, овај треба да пред богом и сведоцима докаже да је помоћник узео новац, и помоћник ће му троструко дати новац који је узео. Пургаторна заклетва се користила као одбрамбено доказно средство, којом се странка брани и чисти од тврдње или заклетве друге стране, доказујући да се нешто није десило. О пургаторној заклетви говори члан 227. Хамурабијевог законика који гласи: Ако неко превари хирурга и овај утисне жиг неотуђивог роба, тај човек да се убије и да се сахрани у својој кући; хирург ће се заклети 'нисам жигосао са знањем'и биће слободан.
Заклетва је била непобитан доказ, а сам Хамурабијев законик је уређивао која страна има да се закуне. Оно што није остало разјашњено јесте да ли се примењивала и промисорна заклетва којом се странка обавезује да ће говорити истину.

## Заклетва у средњем веку
Заклетва представља средство чисто формалистичког карактера. Она се употребљавала и у грађанским и у кривичним парницама, што се тада није разликовало. Заклетву је полагао тужилац или тужени, али се она углавном примењивала на туженог, кад није било других доказа па се истинитост неке чињенице ни на који други начин није могла пронаћи. Њом су се могла користити само лица која својим људским квалитетима указују да се неће заклети криво, тј. она је само важила за добре, поштене и непорочне људе. Они су се полагањем заклетве чистили од кривице, која им је стављена на терет на шта указује и латински назив за заклетву (iuramentum purgationis-чишћење, оправдање). 
Формализам се огледа у томе што лице које се заклиње мора да изговори тачно формулу од које је сачињена заклетва, тј. није смело да погреши ни једну реч, нити да замуцкује. У противном заклетва се сматрала ништавом.
Заклетва је представљала једну врсту божјег суда. Наиме, веровало се да Бог неће допустити да исправно изговори заклетву онај чија је изјава била лажна. Стога ако странка није хтела да се закуне или није исправно положила заклетву, суд није веровао њеној изјави, а онај ко се ваљано заклео суд је његову изјаву прихватао као истиниту.
Код најтежих кривичних дела, није била довољна само заклетва једног лица, оптуженог или тужиоца, већ се тражило да поред њега заклетву положе и још један број људи како би се заклетва оптуженог или тужиоца сматрала као истинитом. То су углавном били његови рођаци или пријатељи који су га добро познавали. Звали су се помагачи или клетвеници (aidi, iuratores, coniuratores, sacramentales, consacramentales, testes). Заклетва са помагачима се звала iuramentum credulitate и сматрана је као свршен доказ што значи да није било више потребно даље доказивање. У оваквим ситуацијама заклетва оптуженог је претходила заклетви помагача чиме се само појачавала заклетва оптуженог. Помагачи својом заклетвом не тврде да је чињеница на коју се оптужени заклео истинита (iuramentaum de veritate), него се заклињу на то да верују да је заклетва оптуженог истинита. Они чак и ништа не знају о спорним чињеницама већ само верују у оног за кога се заклињу (у овоме се види читава ирационалност овог доказног средства). Због тога помагачи су обично пријатељи или познаници оптуженог који добро познају њега и његове прилике. Клетвенике су одређивале странке а не суд, јер је поступак био оптужни.
Оно што се мора нагласити је то да помагачи нису сведоци тј. лица која суду саопштавају чињенице које су они сами својим чулима опазили. Међутим, постојала је једна врста помагача која је била врло слична сведоцима. Наиме, то су били помагачи који су ухватили оптуженог на делу и који помажу да се он доведе пред суд да би тужилац доказао његову кривицу. Разлика између овог помагача и осталих била је у томе што ови морају знати одређене чињенице за које и полажу заклетву, докле у свим осталим случајевима они не морају ништа знати о предмету доказа .
Да би неко био помагач, морао је да задовољи исте оне критеријуме као и оптужени који се заклиње тј. да буде частан, поштен и непорочан. Лица која нису могла да се заклињу ни као помагачи ни као оптужени била су: ванбрачна лица, слепи, рашчињени свештеници, Јевреји, кривоклетници, јеретици, лица која су била осуђивана за крађу иразбојништво и они који нису могли да нађу помагача.

### Заклетва у средњовековном српском праву
У старом српском праву се помоћу заклетве могла и утврђивати кривична одговорност, то пре свега јер се није правила разлика између грађанског и кривичног поступка. Која ће се од странака заклети зависило је од њиховог споразума а некад од самог суда.
Странка која се заклињала морала је то да учини лично, што значи да се није могао користити пуномоћник. Изузетак од тог правила представљао је само случај кад је заклетву полагао владалац, што се види из дубровачких законика који нам још говоре и то да се заклетва користила и на станку. Заклетва је полагана свечано и у прописаној форми, пред свештеником а у неким случајевима и пред самим епископом.
Појединачни подаци о заклетви странака су се сачувалии само у уговорима са Дубровником. У уговорима из 1349. и 1357. године јасно се види да тужилац полаже заклетву и да та његова заклетва вреди као доказно средство од пресудног значаја. Ово представља изузетак од општег правила да тужени полаже заклетву. У другом случају у уговорима из 1349. и 1357. године, заклетву треба да положи оптужени али његову заклетву је требало да потврди и још један помагач, што представља реткост јер се обично тражило више њих.
Најстарији словенски назив за заклетву је рота, па би најпогоднији назив за клетвенике или помагаче била поротници, што се негде и користило. Међутим било је и других назива као: стариници, старци, душевници и сведоци. Клетвенике познаје Душанов законик под именом душевници, па у члану 103. каже да ако крађа не може да се докаже сводом, примењивала се заклетва са помагачима.
Клетвеници су имали двострану доказну функцију. У неким случајевима они су потврђивали изјаву једне од странака, а у другом они су износили самостални исказ о спорним чињеницама. Први случајеви су били доста ретки а Душанов законик говори на само једном месту о томе (члан 160.), када изјава клеветника служи као оправдање за оптуженог. Оно што треба посебно нагласити јесте то да се у таквим случајевима исказ поротника мора поклапати са исказом оштећеног, да би се сматрао као пресудно доказно средство. Они дакле не поступају самостално већ као помагачи тужиоца или туженог.
Подаци о клетвеницима су се највише сачували у манастирским хрисовуљама. Из тих података се види да су се клетвеници највише употребљавали у вези са споровима око својине, земљишта и одређивања граница. Пошто је примена клетвеника била тако честа у овим споровима то се и озаконило у Душановом законику, па тако члан 80. каже: О међи сеоској: За међе сеоске, да обоје, који траже, даду сведоке, он половину, а он половину, по закону; куда рекну сведоци, његово да је. У парницама поводом граница, својине земљишта и процењивања нанете штете попашом, клетвеници су износили самосталну изјаву о предмету спора. У том случају клетвеници нису оправдавали странку, већ су давали самостални исказ који се касније намеће странкама. Из овог члана се јасно види да су изјаве клетвеника од пресудног значаја и да је потпуно ирелевантно шта су изјавиле странке.
Клетвеници се нису употребљавали само у овим случајевима. Па тако Скопска хрисовуља из 1300. године спомиње поротнике као општу институцију која није била везана за одређена питања. Душанов законик такође помиње пороту као опште доказно средство за повлашћени сталеж, чији се припадници служе поротом, а себри у истом случају морају да роне руке у котао.
У неким случајевима Душанов законик даје клетвеницима својство нарочитог и искључивог доказног средства, па се на основу изјаве клетвеника одређује вредност нанесене штете. Тако члан 76. Душановог законика каже: За попашу: А ко попасе жито, или виноград, или ливаду, грешком, ту попашу да плати што рекну душевници, који процењују, аколи намерно попасе, да плати попашу и шест волова. Клетвеници су били нарочито значајни у споровима о својини на покретним стварима прибављеним у иностранству.

### Заклетва после слома средњовековне српске државе
После слома српске државе, у Србији се и даље задржала заклетва као доказна средства. Њоме се могао прибавити потпун доказ о кривици неког лица. Заклетву је по правилу полагао оптужени. Споразумом се решавало питање која ће се странка заклети, а ако се нису могли договорити, то би решавао суд и то коцком.
Полагању заклетве претходило је споразумевање странака о месту на коме ће се извршити заклињање. Заклетва се обично полагала на плугу, камену, у цркви или манастиру или касније у суду. Заклетва се увек састојала од изговарања неке унапред прописане формуле.
Код заклињања на плугу, страна која се заклиње, стављала би руку на со и хлеб који су постављали на плуг и рекла би: Ако није тако, као што сам показао, тако ми Бог не помогао, а хлеб и плуг издали ме. Заклетва на камену води порекло од прастарих обичаја а налазимо је и у старим приморским песмама. Углавном се вршила тако што би лице које се заклиње стајало ногама на камену и загрлило сув јавор, па би се потом клео да му ноге остану на студеном мрамору, а руке на сувом јавору. Чак се и после ослобођења у судницама налазио камен на столу поред крста и јеванђеља, јер се веровало да ће се лицу које се заклиње окаменити срце ако се лажно закуне.
Најозбиљније заклетве су полагане у манастирима на моштима и ћивоту светаца. Оне су полагане пред старешином и братијом манастира и пред сељанима из најближе околине. Ако би у неком случају било евентуално више оптужених који су живели у једној кући и били у блиском сродству, онда би једно лице а обично је то био старешина куће, полагао заклетву. Људи који су били нечисте савести, подметали су под своја стопала ноге од кокошке, пловке или друге пернате животиње, мислећи да ће тако преварити Бога.
Такође се сматрало да ће да сустигне проклетство онога ко се криво закуне, сем у случају да је лажно заклињање последица неких врло неизбежних околности.
Развитком државе, нерационалност заклетве се све више увиђала, па се постепено избацивала из доказног система. Прво, тако што се употребљавала само као крајње доказно средство у недостатку других. Заклетва као доказно средство је прећутно укинута у Србији доказним правилима из 1842. године. Међутим, судови су неразумејући ту прећутну забрану и даље користили заклетву што је проузроковало изричито забрањење употребе заклетве расписом Апелационог суда од 16. септембра 1844. године.
У Црној Гори заклетва се нешто дуже задржала о којој говори и члан 87. Законика књаза Данила из 1855. године:  Потварања на правога чоека биће најстроже кастигана и ни једно опадање не смије се прије осудити, него што би се освједочило и по нужди од једног доставјерног чоека или од више људи, који нису од прије суду гријешили, ако ли су гријешили, не могу правог повјерења код суда имати, док се са доставјернима свједоцима не докаже. Ако ли они, који опада, не докаже, да је оно истина, што је он казао и за чим би оног обтужио, то да онда овог опадника суд онако осуди и кастигује, као што би оног обтуженог осудио и кастигао, кад би крив био. Најпослије остаје да један и други нађу за себе четир поштена чоека, који ће се заклети; који ли узима више поштеније људи, да се за њега закуну, онај добија разлог и правицу.